# Dossenheim-Kochersberg
Dossenheim-Kochersberg ist eine französische Gemeinde im Département Bas-Rhin in der Europäischen Gebietskörperschaft Elsass und in der Region Grand Est. Sie hat 316 Einwohner (Stand 1. Januar 2021) und ist Mitglied der Communauté de communes du Kochersberg. Dossenheim-Kochersberg ist ein Haufendorf und liegt nördlich von Quatzenheim. Am 1. Januar 2015 wechselte Dossenheim-Kochersberg vom Arrondissement Strasbourg-Campagne zum Arrondissement Saverne.

## Geschichte
Im Jahre 1124 wurde Dossenheim erstmals urkundlich erwähnt. Ab 1512 gehörte es zum Fürstbistum Straßburg, weshalb es von der wenig später beginnenden Reformation nicht betroffen war. 1569 wurde Dossenheim von den Truppen des Herzogs von Aumale abgebrannt, im Dreißigjährigen Krieg wurde es 1621/22 erneut fast völlig zerstört. Im August 1791 vertrieben die Einwohner den neu eingesetzten Pfarrer Eulogius Schneider binnen weniger Tage. Nachdem dieser Ankläger beim Revolutionstribunal geworden war, rächte er sich mit einigen Todesurteilen, die auf dem Kochersberg vollstreckt wurden.

### Bevölkerungsentwicklung
| Jahr      | 1962 | 1968 | 1975 | 1982 | 1990 | 1999 | 2006 | 2012 | 2014 |
| Einwohner | 124  | 126  | 143  | 134  | 146  | 180  | 210  | 236  | 249  |

## Sehenswürdigkeiten

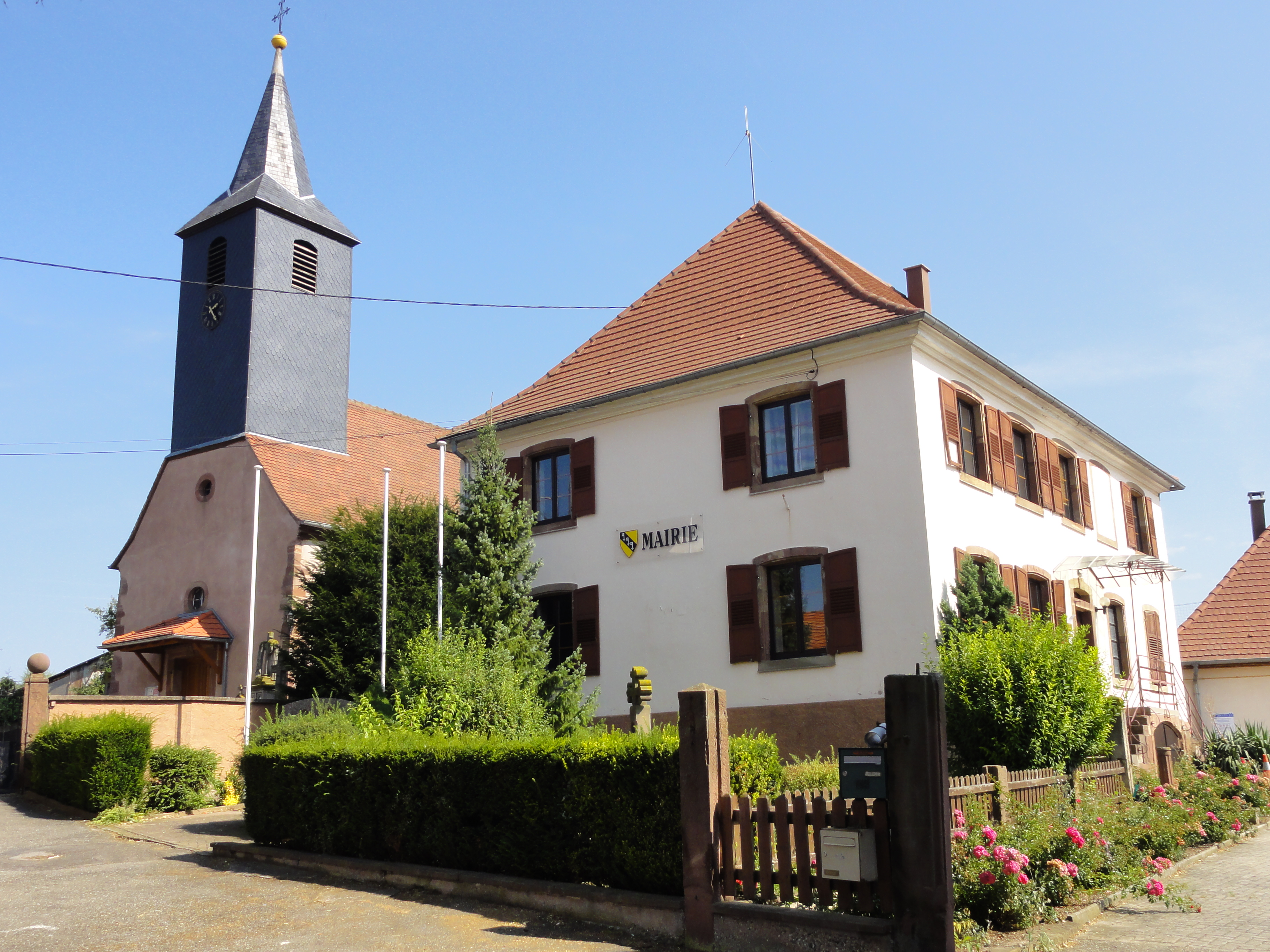
Kirche St. Peter und Paul und Mairie

Die katholische Pfarrkirche St. Peter und Paul gehört zum Erzbistum Straßburg. Sie wurde im Zeitalter der Romanik errichtet, jedoch wie der größte Teil des Dorfes im Dreißigjährigen Krieg zerstört. Ihr heutiges Aussehen bekam die Kirche Ende des 18. Jahrhunderts (Jahreszahl auf dem Türsturz: 1781). Die Orgel stammt aus dem Jahre 1836 (Orgelbauer: Joseph Stiehr).

## Persönlichkeiten
- Franz Joseph Fix (1871–1943), Landtagsabgeordneter und ab 1900 Bürgermeister von Dossenheim.